# سرجو فانتونی
سرجو فانتونی (انگلیسی: Sergio Fantoni؛ زادهٔ ۷ اوت ۱۹۳۰ – درگذشته ۱۷ آوریل ۲۰۲۰) هنرپیشه و صدا پیشه اهل ایتالیا بود. از فیلم‌هایی که وی در آن نقش داشته است، می‌توان به احساس و قطار سریع‌السیر فون راین اشاره کرد.

## زندگی شخصی
فانتونی در سال ۱۹۶۱ با بازیگر والنتینا فورتوناتو (که در سال ۱۹۵۴ در تئاتر پیکولو میلان با او آشنا شد) ازدواج کرد و تا زمان مرگ او در سال ۲۰۱۹ با هم زندگی کردند. آنها یک دختر به نام مونیکا داشتند.
فانتونی در سال ۱۹۹۷ تحت عمل جراحی حنجره قرار گرفت که صدایش را با مشکل مواجه شد و  به همین دلیل تا زمان بازنشستگی در سال ۲۰۰۳ وقت و زمان خود را وقف کارگردانی کرد.
سرجو فانتونی در ۱۷ آوریل ۲۰۲۰، در سن ۸۹ سالگی درگذشت.